# Эллендер, Аллен Джозеф
Аллен Джозеф Эллендер (англ. Allen Joseph Ellender; 24 сентября 1890, приход Тербонн, Луизиана — 27 июля 1972, Центр Уолтера Рида) — американский политик, член Демократической партии, политический союзник сенатора Хьюи Лонга, сенатор от Луизианы с 1937 по 1972 год; сторонник сегрегации, выступал против законодательного запрета линчевания в 1938 году; выступал против войны во Вьетнаме.

## Работы
- A review of United States foreign policy and operations (1958)
- Explanation of the Food and Agriculture Act of 1965, H.R. 9811 (1965)